# Lijst van ontdekkingsreizigers
Dit is een lijst van bekende mensen die bekendstaan als ontdekkingsreizigers.

## A
- Alexander de Grote
- Diego de Almagro
- Pedro de Alvarado
- Roald Amundsen
- Roy Chapman Andrews
- Neil Armstrong
- Thomas Aubert
- Diogo de Azambuja

## B
- William Baffin
- Vasco Núñez de Balboa
- Willem Barentsz
- Heinrich Barth
- George Bass
- Abu Abdullah Muhammad Ibn Battuta
- Nicolas Baudin
- Jérôme Becker
- Fabian Gottlieb von Bellingshausen
- Vitus Bering
- Jean de Béthencourt
- Gregory Blaxland
- Adriaen Block
- Louis Antoine de Bougainville
- Sint-Brandaan (Brandaan van Clonfert)
- Pierre Savorgnan de Brazza
- James Bruce
- Olivier Brunel
- Robert O'Hara Burke
- Richard Francis Burton
- Richard E. Byrd

## C
- Álvar Núñez Cabeza de Vaca
- John Cabot (Giovanni Caboto)
- Sebastian Cabot
- Pedro Álvares Cabral
- René Caillié
- Ernest Cambier
- Diogo Cão
- David Carnegie
- Jacques Cartier
- Thomas Cavendish
- Paul du Chaillu
- Harriet Chalmers Adams
- Samuel de Champlain
- Richard Chancellor
- Jimmy Chin
- Susan Christianen
- William Clark
- Christoffel Columbus
- Niccolò da Conti
- James Cook
- Francisco Vásquez de Coronado
- Hernán Cortés
- Pêro da Covilhã
- Tristão da Cunha
- Allan Cunningham
- Aina Cederblom

## D
- William Dampier
- Dixie Dansercoer
- Alexandra David-Néel
- John Davis
- Alexandre Delcommune
- George Washington DeLong
- Semjon Dezjnjov
- Bartolomeu Dias
- Charles Montagu Doughty
- Francis Drake
- Jules Dumont d'Urville

## E
- Gil Eanes
- Juan Sebastián Elcano
- Leif Eriksson
- George Everest
- Edward John Eyre
- Eudoxos van Kyzikos

## F
- Percy Fawcett
- Matthew Flinders
- Alexander Forrest
- John Forrest
- John Franklin
- John Charles Frémont
- Louis de Freycinet
- Martin Frobisher
- Juan de Fuca

## G
- Vasco da Gama
- Francis Garnier
- Pierre Gaultier de Varennes de La Vérendrye
- Adrien de Gerlache
- Gaston de Gerlache
- Joos van Ghistele
- Ernest Giles
- William Gosse
- Augustus Charles Gregory

## H
- Hanno
- Edmond Hanssens
- Harchoef
- Dirck Hartog
- Hatsjepsoet
- John Hawkins
- Sven Hedin
- Louis Hennepin
- Matthew Henson
- Bjarni Herjólfsson
- Edmund Hillary
- Himilco
- Hippalus
- Cornelis de Houtman
- Frederik de Houtman
- William Hovell
- Alain Hubert
- Henry Hudson
- Alexander von Humboldt
- Hamilton Hume

## I
- Ibn Battuta

## J
- Jermak (Vasili Timofejovitsj)
- Louis Jolliet

## K
- Þorfinnur Karlsefni
- Edmund Kennedy
- Alexander Khimushin
- Phillip Parker King
- Mary Kingsley

## L
- Charles Marie de La Condamine
- Eustache de La Fosse
- Richard Lander
- Jean-François de La Pérouse
- René Robert Cavelier de La Salle
- William Lawson
- Ludwig Leichhardt
- Charles Lemaire
- Jacob le Maire
- Paul Le Marinel
- Meriwether Lewis
- David Livingstone
- Miguel López de Legazpi
- García Jofre de Loaísa
- Louis-Philippe Loncke
- Duarte Lopez
- Hendrikus Albertus Lorentz

## M
- Alexander Mackenzie
- Eugène Mage
- Ferdinand Magellaan
- Douglas Mawson
- Jan Jacobsz. May van Schellinkhout
- Álvaro de Mendaña de Neira
- Fernão Mendes Pinto
- Thomas Mitchell
- Giovanni da Montecorvino

## N
- Fridtjof Nansen
- Pánfilo de Narváez
- Nearchos
- Marcos de Niza
- Umberto Nobile
- Olivier van Noort
- Adolf Erik Nordenskiöld
- Kazimierz Nowak

## O
- Francisco de Orellana
- Ottar (Ohthere)
- John Oxley

## P
- Mungo Park
- William Parry
- Emin Pasha
- Robert Edwin Peary
- Harry St. John Philby
- Johannes van Pian del Carpine
- Filippo Pigafetta
- Zebulon Pike
- Martín Alonso Pinzón
- Francisco Pizarro
- Gonzalo Pizarro
- Fernão do Pó
- Marco Polo
- Dirck Gerritsz. Pomp
- Odoric van Pordenone
- Gaspar de Portolá
- Panagiotes Potagos
- John Wesley Powell
- Pytheas

## Q
- Pedro Fernandes de Queirós
- Gonzalo Jiménez de Quesada
- Hernán Pérez de Quesada
- Manuel Quimper

## R
- John Rae
- Walter Raleigh
- Morten Rasch
- Matteo Ricci
- Jan Corneliszoon Rijp
- Erik de Rode
- Jacob Roggeveen
- James Clark Ross
- John Ross
- Willem van Rubroeck

## S
- Hermann Schlagintweit
- Willem Cornelisz Schouten
- Georg Schweinfurth
- Robert Falcon Scott
- Scylax
- Francisco Serrão
- Ernest Shackleton
- Pieter-Jan De Smet
- Jedediah Smith
- John Smith
- Hernando de Soto
- John Hanning Speke
- Henry Morton Stanley
- Emile Storms
- Paul Edmund Strzelecki
- John McDouall Stuart
- Charles Sturt
- Otto Sverdrup

## T
- Abel Tasman
- Alexine Tinne
- Luis Váez de Torres
- Nuno Tristão

## U
- Andrés de Urdaneta

## V
- George Vancouver
- Ludovico di Varthema
- Diego Velasquez
- Lieven Van de Velde
- Giovanni da Verrazzano
- Amerigo Vespucci
- Ruy López de Villalobos
- Willem de Vlamingh
- Maarten Gerritszoon Vries

## W
- Peter Warburton
- Robert de Wavrin
- William Wentworth
- Charles Wilkes
- Hugh Willoughby
- William John Wills

## X
- Xuanzang

## Y
- Francis Younghusband

## Z
- João Gonçalves Zarco
- Zhang Qian
- Zheng He